# Земельный суд Айзенштадта
Земельный суд Айзенштадта (нем. Landesgericht Eisenstadt (LG Eisenstadt)) — государственный региональный суд компетентной юрисдикции федеральной земли Бургенланд. Суд расположен в городе Айзенштадт. 
Адрес суда: 7000 Айзенштадт, Винер-Штрасе, 9, тел.  +43 2682 701.
Географические координаты Земельного суда Айзенштадта: 47°50′39″ с. ш. 16°30′30″ в. д.
Руководство суда (2016):
- Председатель земельного суда — Доктор Карл Миттерхёфер;
- заместитель председателя суда — Магистр Бернхард Колоновитс;
- администратор суда — Герта Цехмайстер.

## Полномочия суда
Земельный суд Айзенштадта является судом региональной инстанции и  рассматривает уголовные и гражданские дела, поступающих от шести (до 1 января 2018 г. — от семи), существующих в настоящее время, районных судов Бургенланда. Он также рассматривает гражданские правовые отношения (за редкими исключениями) с суммами спора более 15000 евро. Кроме того, Земельный суд Айзенштадта, рассматривает апелляции на постановления районных судов Бургенланда, а также рассматривает дела по трудовому и социальному законодательству Австрии в федеральной земле Бургенланд независимо от суммы спора. Ведение реестра всех компаний, созданных в Бургенланде, также является прерогативой для Земельного суда Айзенштадта.
Территориальная юрисдикция Земельного суда Айзенштадта охватывает всю федеральную землю Бургенланд. Вышестоящим судом для него является Высший земельный суд Вены.
⇑

## Здание суда
Земельный суд Айзенштадта в настоящее время располагается в здании на Винер-Штрасе, 9.
Здание суда до марта 2016 года находится в стадии обновления. Большая часть здания уже отремонтирована. Попасть в здание Земельного суда Айзенштада можно через главный вход нового центра правосудия. Впоследствии здание суда будет соединено с ним соединительными мостами. На первом этаже здания располагается районный суд Айзенштадта, сервисный центр и бухгалтерские сотрудники, которые также несут ответственность и за земельный суд.
В отремонтированной части областного суда размещаются следующие отделы:
- первый этаж — "Бюро о банкротстве" и "Отдел регистрация бизнеса";
- цокольный этаж — Департаменты труда и социального права, по гражданским делам, а также залы судебных заседаний 9 и 10;
- в подвале — залы судебных заседаний 1, 2, 3, 4, 5, 8.[5]

⇑

## История
Земельный суд Айзенштадта был учреждён на основании Федерального закона от 2 декабря 1958 года № 269. Закон вступил в силу с 1 января 1959 года. После его создания классификация юрисдикций, входивших в состав Бургенланда, осталась неизменной.
Формирование суда
⇑

## Доказательства и источники
- Австрийская информационная система Rechtsinformationssystem des Bundes (RIS)  (нем.)
- Исторические законы и нормативные акты ALEX Historische Rechts- und Gesetzestexte Online  (нем.)
- Географические справочники, 1903÷1908 GenWiki  (нем.)
- Географические справочники GenWiki  (нем.)
- Австрия GenWiki  (нем.)
- Региональный научно-исследовательский портал GenWiki  (нем.)

⇑

## Внешние ссылки
- Немецко-русский переводчик, Google
- Земельный суд Айзенштадта на веб-сайте Министерства юстиции Австрии  (нем.)
- Географические координаты Земельного суда Айзенштадта: 47°50′39″ с. ш. 16°30′30″ в. д.HGЯO

## Лицензия
- Лицензия: Namensnennung 3.0 Österreich (CC BY 3.0 AT)  (нем.)